# Willem de Kooning Academie
De Willem de Kooning Academie (WdKA) is een hogere opleiding in Rotterdam voor beeldende kunst, vormgeving en docenten beeldende kunst en vormgeving. De academie maakt deel uit van de Hogeschool Rotterdam en is vernoemd naar de Rotterdamse abstract expressionistisch kunstschilder Willem de Kooning (1904-1997), die hier een opleiding volgde. Vanaf 1851 maakte de academie deel uit van de Academie van Beeldende Kunsten en Technische Wetenschappen, kortweg de Rotterdamse Academie. Voor 1998 heette de kunstacademie zo'n tien jaar Academie voor Beeldende Kunsten Rotterdam.

## Geschiedenis

### Tekengenootschap Hierdoor tot Hooger
De geschiedenis van de Rotterdamse kunstacademie gaat terug naar de tweede helft van de 18e eeuw. De Rotterdamse zeeschilder Hendrik Kobell had toentertijd met andere amateurkunstenaars het tekengenootschap "Hierdoor tot Hooger" opgericht, officieel gestart op 16 juni 1773. In 1776 waren de eerste twee leraren of correctoren Pieter van Zanten en Leendert Brasser aangesteld. In mei 1781 richtte het besloten genootschap tevens een publieke academie op. Hierbij werden Augustus Christiaan Hauck, Johannes Zacharias Simon Prey, Gerard van Nijmegen, en later Nicolaas Muys aangesteld als correctoren. Chabot (2007) vatte samen:
In 1795 begon men, naast de tekenlessen, ook lessen te geven in bouwkunde en perspectiefleer. Het jaar daarop volgden lessen in anatomie. Kunstbeschouwing en lezingen vormden het theorieaanbod. Toch bleef de Academie vooral belangrijk als ontmoetingsplaats voor discussie (303 leden in 1808), terwijl het onderwijs eigenlijk bijzaak was (45 leerlingen).
 De oprichting van de Rotterdamse academie was onderdeel van een maatschappelijke ontwikkeling dat "men de tekenscholen [begon] te zien als een middel om ook de economie te bevorderen. In die tijd – rond 1800 – beschouwde men tekenen als even belangrijk als lezen, schrijven en rekenen. Door handwerkslieden te stimuleren te tekenen zou men een goede smaak ontwikkelen en de kunstzinnige kanten van een beroep herkennen en verdiepen."

### Academie van Beeldende Kunsten en Technische Wetenschappen

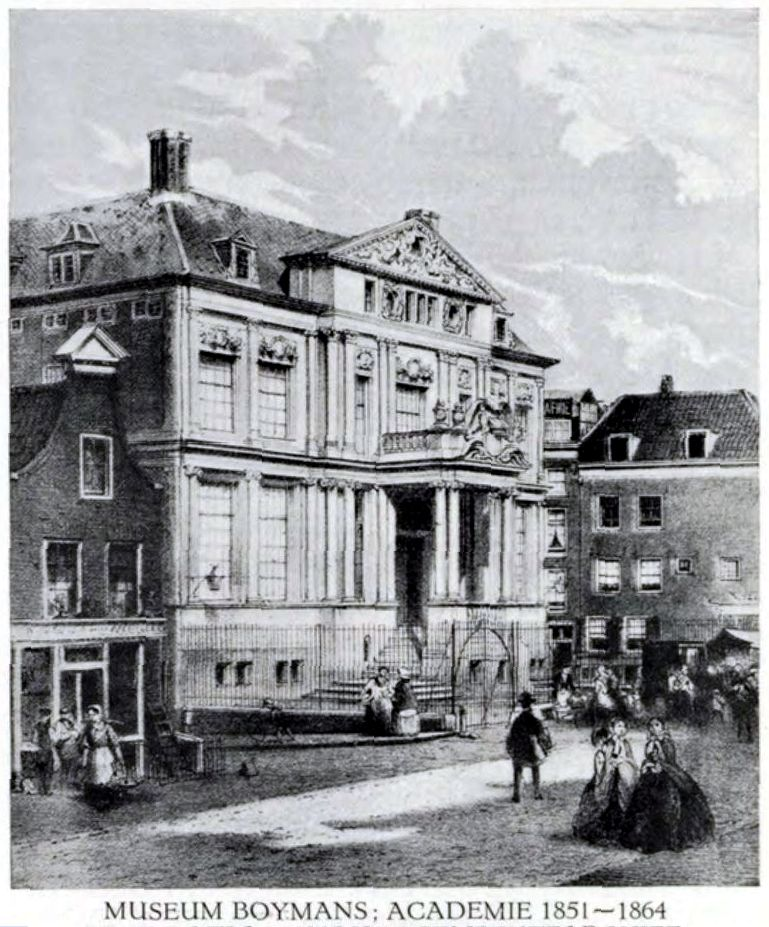
Museum Boymans, Academie 1851-1864

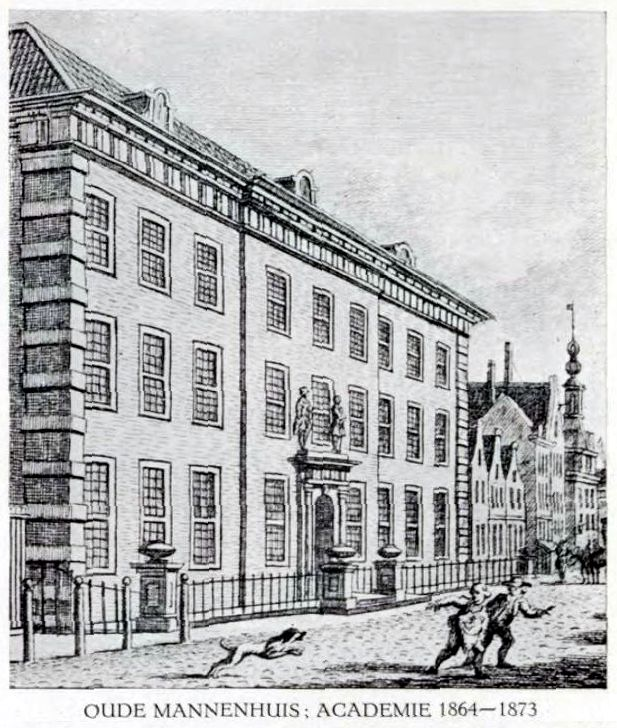
Oude Mannenhuis, Academie 1864-1873

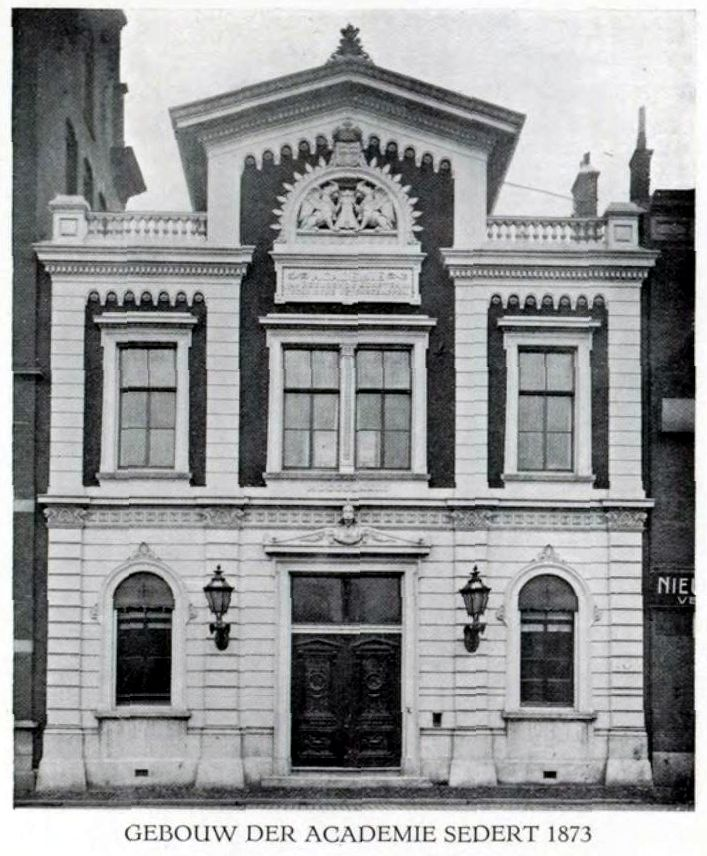
Gebouw der Rotterdamse Akademie aan de Coolvest, 1873–1935

Op 7 oktober 1851 ontstond de Academie van Beeldende Kunsten en Technische Wetenschappen uit de samenvoeging van "Hierdoor tot Hooger" met de stadstekenschool voor bouwkunde en de Rotterdamse Industrieschool. De stadstekenschool was in 1822 gesticht door de stad Rotterdam in navolging van Koninklijk besluiten uit 1817 en 1820 omtrent het kunstonderwijs en tekenonderricht; de Rotterdamse Industrieschool of het "Volksonderwijs in Wis- en Natuurkundige Wetenschappen" was in 1833 gesticht door de lokale afdeling van de landelijke Maatschappij van Nijverheid. Met de nieuwe start werd de Academie van Beeldende Kunsten en Technische Wetenschappen ook opengesteld voor vrouwelijke studenten. Kunsthistoricus Van Giersbergen (2012) legde uit:
Ze kregen dezelfde lessen als jongens, behalve in de hoogste klas. In tegenstelling tot de jongens mochten de meisjes niet tekenen naar mannelijk naakt model. In het begin was het aandeel vrouwen mondjesmaat. Pas toen de academie zich na 1884 meer ging richten op de kunstnijverheid nam het aantal vrouwelijke leerlingen flink toe.
De academie werd gevestigd in de benedenverdieping van Het Schielandshuis, en na de brand van 16 februari 1864 heropend in het Oude Mannenhuis aan de Hoogstraat. In 1873 verhuisde ze naar de Coolvest tegenover de fabriek Louis Dobbelmann. Er waren twee afdelingen: A voor de artistieke vakken en B, die technisch was georiënteerd. Er werd vooral lesgegeven in het natekenen van bestaande schilderijen en tekeningen. In 1881 kwam daar een einde aan toen Jan Striening werd aangenomen als hoofddocent van de afdeling A. Naar de in Frankrijk ontwikkelde tekenmethode Dupuis werd het tekenonderwijs vernieuwd en werden avondlessen ingevoerd. In het cursusjaar 1893/1894 telde de afdeling A 464 leerlingen, waarvan van 336 bekend is dat zij een dagbaan hadden. Eind 19e eeuw bracht A.D.F.W. Lichtenbelt verdere verbeteringen in het technisch tekenonderwijs, en afdeling B opgesplitst in een afdeling bouwkunde en een afdeling werktuigbouwkunde.

### 20e eeuw

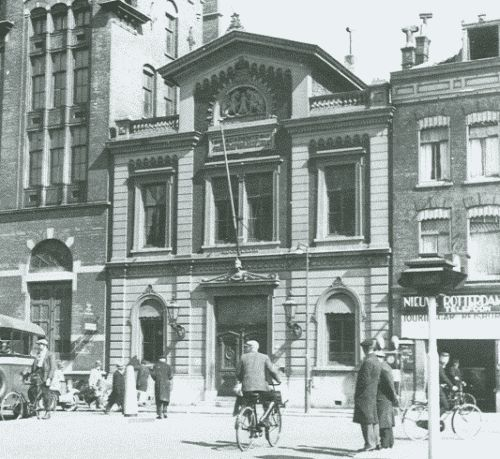
Hoofdgebouw, 1920-30

Er was in Rotterdam geen verenigingsgebouw, zoals in Amsterdam en Den Haag het geval was. Koffiehuis De Stoomtram in de Van Oldenbarneveltstraat vormde een belangrijk ontmoetingspunt voor de aankomende kunstenaars. In de jaren 1930 verhuisde de Academie van Beeldende Kunsten en Technische Wetenschappen naar de G.J. de Jonghweg in de wijk Dijkzigt. 

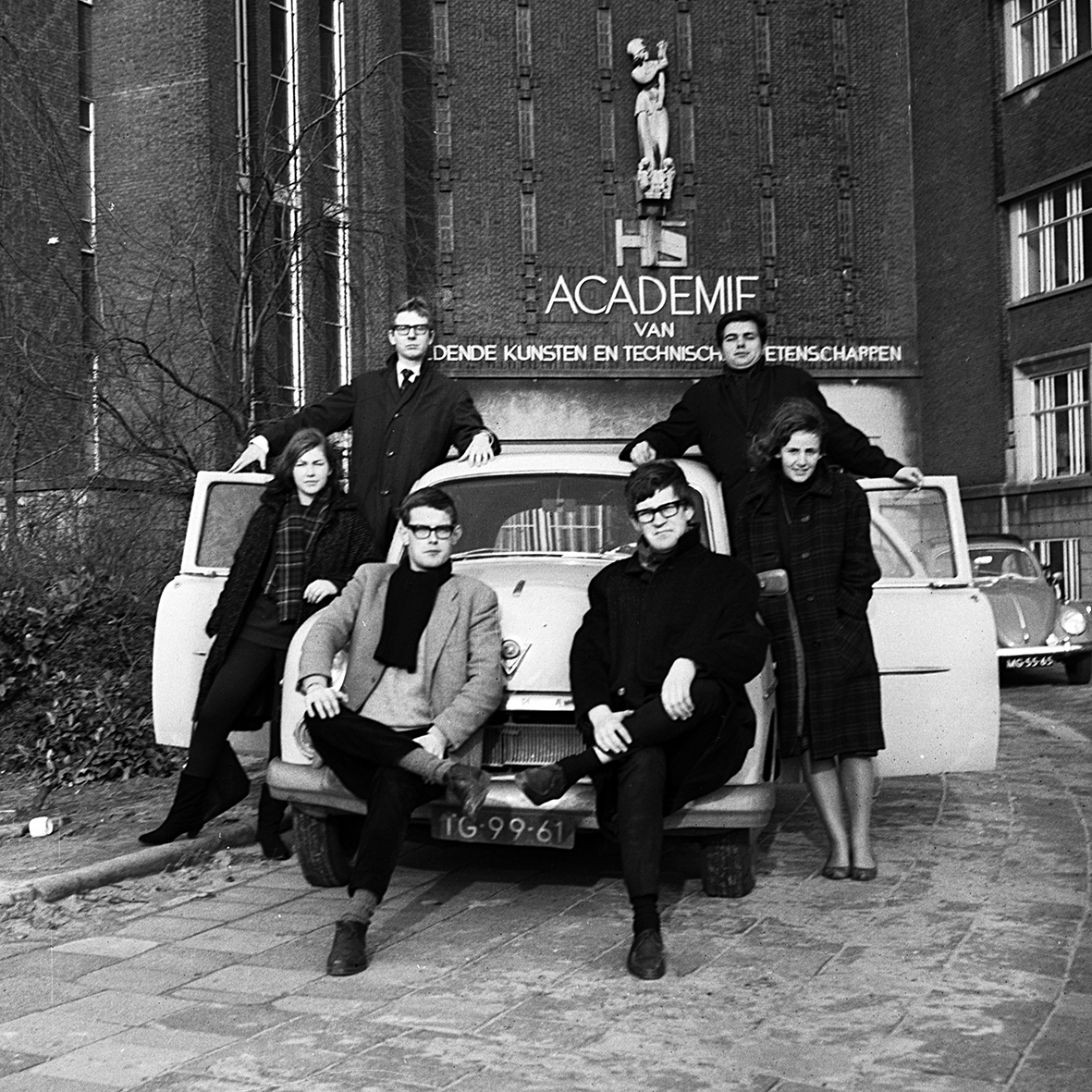
De Academie aan G.J. de Jonghweg no. 6, ca. 1965.

In 1951 vierde de Academie van Beeldende Kunsten en Technische Wetenschappen haar 100-jarige bestaan Ir. W.G. Janssen was tussen 1960 en 1983 directeur van de afdeling techniek, en tussen 1965 en 1969 was Pierre Janssen directeur van de afdeling beeldende kunsten. Hij gaf een nieuwe impuls aan kunst en cultuur. Een nieuwe dialoog met de praktijk. Communicatie-adviesbureaus en praktijkdocenten vormden het landelijk hoogtepunt op het vakgebied advertising. De toevoeging van de SRO in het examenjaar 1968 was uniek. Na het vertrek van Pierre Janssen in 1969 is die aandacht verschoven. Toen kwam de academie in de avonden en weekenden in dienst te staan van het Voorbereidend Bouwkunst Onderricht (VBO), waar architecten als Gerrit Rietveld, Willem van Tijen, Jo van den Broek en Huig Maaskant extra les gaven aan bouwkundigen. Laatstgenoemde was in 1965 een van de grondleggers van de Rotterdamse Academie van Bouwkunst.
In 1981 verhuisde de kunstafdeling van de Academie van Beeldende Kunsten en Technische Wetenschappen naar zijn huidige locatie aan de hoek van de Blaak, schuin tegenover Station Rotterdam Blaak. Ze betrokken daar het Voormalig bankgebouw Mees & Hope. Hiermee kwam er binnen de Academie een informele splitsing in een kunstacademie en de Hogere Technische School (HTS). In 1988 ging de Academie van Beeldende Kunsten en Technische Wetenschappen over in de Hogeschool Rotterdam & Omstreken. Binnen de Hogeschool Rotterdam & Omstreken werd de kunstafdeling een suborganisatie, waardoor de eigen identiteit afhankelijk werd, eerst onder de naam Academie voor Beeldende Kunsten Rotterdam, en in 1998 hernoemd tot de Willem de Kooning Academie.
Eind 20e en begin 21e eeuw ging de Hogeschool Rotterdam & Omstreken op in de Hogeschool Rotterdam. De Willem de Kooning Academie en de Rotterdamse Academie van Bouwkunst zijn hierbij een bestuurlijk onderdeel van de Hogeschool Rotterdam gebleven.

### 21e eeuw
De Academie is sinds 1981 gevestigd in een monumentaal pand aan de Blaak 10, een voormalig bankgebouw. Op 21 april 2012 werd tijdens de Alumnidag op de Academie door dr. Wilma van Giersbergen het eerste exemplaar van haar boek 'Rotterdamse Meesters. Twee eeuwen kunstacademie in Rotterdam: 1773-1998' overhandigd aan de op dat moment oudste alumnus, de 97-jarige Hendrik Leendert Starre.
In 2019 kreeg de kunstacademie de ECC Award van het Europees Cultureel Centrum voor het de expositie Tenderfeet Collective op de Biënnale van Venetië, die academiestudenten een podium bood.

## Faculteiten en studieaanbod
De Willem de Kooning Academie biedt anno 2020 voltijdstudies op het gebied van:
- Autonome kunst
- Audiovisueel ontwerpen
- Fotografie
- Grafisch ontwerpen
- Advertising
- Illustratie
- Animatie
- Mode
- Ruimtelijk ontwerpen
- Product Design
- Leisure management
- Lifestyle Transformation Design
- Arts & Crafts
- Docent Beeldende Kunst en Vormgeving.

### Piet Zwart Instituut
Het Piet Zwart Instituut is een instelling die de voortgezette opleidingen en onderzoeksactiviteiten van de Willem de Kooning Academie verenigt en is dus ook een onderdeel van de Hogeschool Rotterdam. Het is genoemd naar de Nederlandse ontwerper Piet Zwart, van 1919 tot 1933 docent aan de academie. Het omvat voornamelijk aanvullende masteropleidingen op het gebied van interieur, architectuur, beeldende kunst, en mediadesign. Toen er na de periode van Pierre Janssen geen voortrekker was op het gebied van advertising, ontwikkelden Stephan Saaltink en Marien de Goffau in 2010 een masteropleiding advertising, maar Hogeschool Rotterdam heeft die naar zich toe getrokken en niet bij het Piet Zwart Instituut gevoegd.
De masteropleidingen in Fine Art en Media Design van het Piet Zwart Instituut zijn gevestigd op een aparte locatie binnen de Rotterdamse binnenstad, aan de Mauritsstraat 36.

## Bekende bestuurders
- Hans Basart, directeur van 1946 tot 1965
- Jan Hudig
- Pierre Janssen, directeur van 1965 tot 1970
- Charles Rochussen

## Bekende (oud-)docenten
- Woody van Amen
- Hans Andringa
- Karin Arink
- George Hendrik Breitner
- Dagmar Baumann
- George Belzer
- Wout Berger
- Arie Berkulin
- Coen Brouwer
- Sjoerd Buisman
- Antoon Derkzen van Angeren
- Dora Dolz
- Otto Egberts
- Wally Elenbaas
- Henri Evers
- Mathieu Ficheroux
- Adelbert Foppe
- Kees Franse
- Frans Fritschy
- Marien de Goffau
- Hedy Gubbels
- Klaas Gubbels
- Milou van Ham
- Jos Hachmang
- Arie Heederik
- Johannes Gerardus Heijberg
- Kuin Heuff
- Ewerdt Hilgemann
- Willem Hussem
- Pierre Janssen
- Jacob Jongert
- Jan Jongert
- Jaap Kaas
- Jan Kamman
- Gerrit Kiljan
- Marcel van Kleeff
- Mr John Knecht
- Jeanette Kossmann
- Willem Kromhout
- August Daniel Frederik Willem Lichtenbelt
- Huib Luns
- Alexander van Maasdijk
- Herman Mees
- Coenraad Meischke
- Rein Miedema
- Bram Moerland
- Walter Nobbe
- Ferdinand Oldewelt
- Olphaert den Otter
- Gust Romijn
- Bram Roth
- Paul Schuitema
- Kees Spermon
- Jan Striening
- Bas Strunk
- Arie Teeuwisse
- Kees Verschuren
- Leo Vroegindeweij
- Jan Harm Weijns
- Piet Zwart